# Salvo Montalbano
El comissari Salvo Montalbano és el protagonista d'una sèrie de novel·les i narracions curtes publicades per l'escriptor Andrea Camilleri. Es caracteritza pel fet de parlar un italià amb forts elements del sicilià.
Montalbano treballa a la localitat de Vigata, a la província de Montelusa (dos noms inventats que, en realitat, corresponen a Punta Secca i Ragusa respectivament). Els seus col·laboradors principals són el subcomissari Domenico Augello, els inspectors Fazio i Gallo, el telefonista Catarella –els problemes de llenguatge del qual fan anar de corcoll el comissari– i l'agent Galluzzo. El comissari Montalbano és un personatge peculiar, un funcionari zelós, representant de la Policia estatal, respectuós amb la llei –encara que no dubta a passar-la per alt quan es tracta de resoldre els seus casos–, lector voraç i gran amant de la gastronomia i de la seua pròpia terra siciliana.
La seua poca ortodòxia a l'hora de resoldre els casos li porta importants problemes amb el cap superior Luca Bonetti-Alderighi.
El cognom del comissari és un homenatge a l'escriptor barceloní Manuel Vázquez Montalbán, creador del detectiu Pepe Carvalho, un investigador aficionat també a la gastronomia i la literatura.
La RAI ha produït des de 1999 una sèrie televisiva, Il Commissario Montalbano, amb algunes de les aventures de Montalbano. A Catalunya ha estat emesa i reposada per la cadena privada 8tv doblada al castellà. El paper del comissari Salvo Montalbano l'interpreta l'actor Luca Zingaretti.

## Novel·les de la sèrie
(Entre parèntesis, l'edició en català, quan n'hi ha, totes publicades per Edicions 62.)
- 1994 - La forma dell'acqua (La forma de l'aigua, 2002. Traducció de Xavier Riu)
- 1996 - Il cane di terracotta (El gos de terracota, 1999. Traducció de Pau Vidal)
- 1996 - Il ladro di merendine (El lladre de pastissets, 2000. Traducció de Pau Vidal)
- 1997 - La voce del violino (La veu del violí, 2000. Traducció de Pau Vidal)
- 2000 - La gita a Tindari (L'excursió a Tíndari, 2001. Traducció de Pau Vidal)
- 2001 - L'odore della notte (L'olor de la nit, 2003. Traducció de Pau Vidal)
- 2003 - Il giro di boa (Un gir decisiu, 2004. Traducció de Pau Vidal)
- 2004 - La pazienza del ragno (La paciència de l'aranya, 2006. Traducció de Pau Vidal)
- 2005 - La luna di carta (La lluna de paper, 2007. Traducció de Pau Vidal)
- 2006 - La vampa d'agosto (Foguerada d'agost, 2009. Traducció de Pau Vidal)
- 2006 - Le ali della sfinge (Les ales de l'esfinx, 2009. Traducció de Pau Vidal)
- 2007 - La pista di sabbia (La pista de sorra, 2010. Traducció de Pau Vidal)
- 2008 - Il campo del vasaio (El camp del terrissaire, 2011. Traducció de Pau Vidal)
- 2008 - L'età del dubbio (L'edat del dubte, 2012. Traducció de Pau Vidal)
- 2009 - La danza del gabbiano (La dansa de la gavina, 2012. Traducció de Pau Vidal)
- 2010 - La caccia al tesoro (El joc de pistes, 2013. Traducció de Pau Vidal)
- 2010 - Acqua in bocca, en col·laboració amb Carlo Lucarelli (Amb l'aigua al coll, 2011. Traducció de Pau Vidal)
- 2010 - Il sorriso di Angelica (El somriure de l'Angelica, 2013. Traducció de Pau Vidal)
- 2011 - Il gioco degli specchi (El joc dels miralls, 2014. Traducció de Pau Vidal)
- 2012 - Una lama di luce (Una escletxa de llum, 2015. Traducció de Pau Vidal)
- 2012 - Una voce di notte (Una veu de nit, 2016. Traducció de Pau Vidal)
- 2013 - Un covo di vipere (Un cau d'escurçons, 2017. Traducció de Pau Vidal)
- 2014 - La piramide di fango (La piràmide de fang, 2017. Traducció de Pau Vidal)
- 2015 - La giostra degli scambi (La roda dels equívocs, 2019. Traducció de Pau Vidal)
- 2016 - L'altro capo del filo (L'altre cap del fil, 2020. Traducció de Pau Vidal)
- 2017 - La rete di protezione (La xarxa de protecció, 2021. Traducció de Pau Vidal)
- 2018 - Il metodo Catalanotti (El mètode Catalanotti, 2021. Traducció de Pau Vidal)
- 2019 - Il cuoco dell'Alcyon (El cuiner de l'Alcyon, 2022. Traducció de Pau Vidal)
- 2020 (edició pòstuma) - Riccardino (Riccardino, 2022. Traducció de Pau Vidal)

## Llibres de relats curts
- 1998 - Un mese con Montalbano (Un mes amb Montalbano, 1999. Traducció de Pep Julià)
- 1999 - Gli arancini di Montalbano (Un Nadal amb Montalbano, 2024. Traducció de Pau Vidal)
- 2002 - La paura di Montalbano (La por de Montalbano, 2025. Traducció de Pau Vidal)
- 2004 - La prima indagine di Montalbano (El primer cas d'en Montalbano, 2006. Traducció de Pau Vidal)
- 2014 - Morte in mare aperto e altre indagini del giovane Montalbano (Mort mar endins i altres casos del jove Montalbano, 2016. Traducció de Pau Vidal)

## Altres relats curts
- 2008 - La finestra sul cortile (únic relat inèdit dins el recull Racconti di Montalbano)
- 2012 - Una cena speciale (història curta dins el llibre de diversos autors Capodanno in giallo)
- 2013 - Notte di Ferragosto (història curta dins el llibre de diversos autors Ferragosto in giallo)
- 2017 - La calza della befana (història curta dins el llibre de diversos autors Un anno in giallo)
- 2018 - Ventiquattr'ore di ritardo (història curta dins el llibre de diversos autors Una giornata in giallo)

## Altres edicions
- 2002 - Storie di Montalbano (recull les sis primeres novel·les i una selecció de relats curts)
- 2008 - Racconti di Montalbano (recull de 19 relats curts, amb un d'inèdit: "La finestra sul cortile")
- 2008 - Il commissario Montalbano. Le prime indagini (les tres primeres novel·les)
- 2009 - Ancora tre indagini per il commissario Montalbano (continuació de l'anterior, amb les novel·les 4, 5 i 6)
- 2011 - Altri casi per il commissario Montalbano (continuació, amb les novel·les 7, 8 i 9)
- 2012 - Tre indagini a Vigàta (continuació, amb les novel·les 10, 11 i 12)

## Audiollibres
- Camilleri legge Montalbano, Milà 2002